# Unterdill

Unterdill

Unterdill ist ein Stadtviertel von München im Stadtbezirk 19 Thalkirchen-Obersendling-Forstenried-Fürstenried-Solln.

## Lage
Unterdill liegt im Süden des Stadtbezirks 19 südlich von Forstenried an der Stadtgrenze zum Forstenrieder Park, der das Gebiet des Stadtviertels fast vollständig umgibt, auf einer Höhe von 569 m ü. NHN. Lediglich ein Korridor beiderseits der Forstenrieder Allee verbindet Unterdill mit dem Stadtgebiet. Etwa 250 Meter östlich des Ortes liegt das Forsthaus Hubertus mit der angegliederten Schießstätte Unterdill des Vereins Hubertus als Exklave im Forstenrieder Park.

## Geschichte
Der Name ist von mittelhochdeutsch tülle (‚Zaun, Hag‘) abgeleitet und bezieht sich auf ein umzäuntes Waldgebiet im Forstenrieder Park. 1720 wurde hier am "unteren" (nördlichen) Ende des umzäunten Gebiets das alte Dillwärterhaus erbaut. Bei der Gemeindebildung von 1818 wurde der Weiler Unterdieljäger ebenso wie die am oberen" (südlichen) Ende des umzäunten Gebiets liegende Einöde Oberdieljäger zu einem Gemeindeteil der Gemeinde Forstenried. 1834 wurde das Försterhaus "Jäger am Thüll" errichtet. 1850 umfasste der Weiler vier Häuser. 1912 wurde Unterdill mit der gesamten Gemeinde Forstenried nach München eingemeindet.
Der historische Weiler Unterdill lag etwas nördlich des gleichnamigen heutigen Stadtviertels etwa an der Einmündung der Rotenhanstraße in die Forstenrieder Allee. Das heutige Stadtviertel entstand in den 1960er Jahren als Wohnsiedlung für Waldarbeiter.

## Beschreibung
Die Siedlung erstreckt sich über ein rechteckiges Terrain von etwa 150 × 110 Metern und hat eine Fläche von etwa 1,6 Hektar. Sie umfasst mehrere ein- und zweigeschossige Wohnhäuser und wird von Norden her durch eine Stichstraße erschlossen.